# USTA Challenger of Oklahoma 2007
Lo USTA Challenger of Oklahoma 2007 è stato un torneo di tennis facente parte della categoria ATP Challenger Series nell'ambito dell'ATP Challenger Series 2007. Il torneo si è giocato a Tulsa negli Stati Uniti dal 24 al 30 settembre 2007 su campi in cemento.

## Vincitori

### Singolare
Jesse Witten ha battuto in finale  Donald Young con il punteggio di 7–6(8), 7–5

### Doppio
Rajeev Ram /  Bobby Reynolds hanno battuto in finale  Alex Bogomolov Jr. /  Brian Wilson con il punteggio di 6–4, 6–2